# Sturmgewehr 44

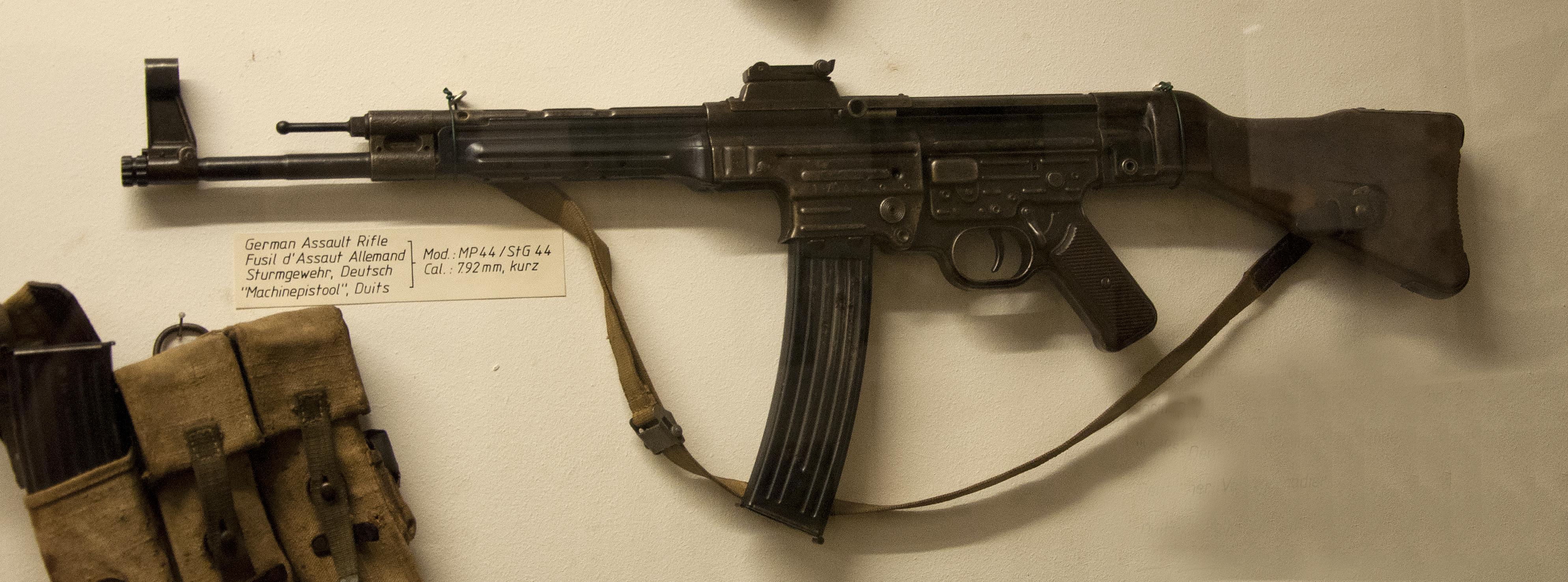
Een sturmgewehr 44 in het Nationales Militärgeschichtliches Museum

De Maschinengewehr 43, Maschinengewehr 44 en het Sturmgewehr 44 (respectievelijk MG43, MG44 en StG44) waren de namen voor een licht automatisch geweer dat werd ontwikkeld uit de Mkb 42 (H) door Duitsland tijdens de Tweede Wereldoorlog als onderdeel van het Maschinenkarabiner (automatische karabijnen) programma. De vele namen voor de opvolger van de Mkb 42 (H) zijn het resultaat van de ingewikkelde bureaucratie in nazi-Duitsland.
MG43, MG44 en StG 44 waren bijna identieke wapens met enkel kleine verschillen en productiedata. De laatste, het StG44, werd Sturmgewehr genoemd. Het combineerde de voordelen van machinepistolen en automatische geweren. De Nederlandse vertaling voor dit type is aanvalsgeweer.
Voor de MG 43 werd een nieuwe patroon ontwikkeld in het kaliber 7,92 x 33 mm, ook bekend onder de naam 7,92 mm Kurz.
De combinatie van de betrekkelijk kleine patroon en het wapenontwerp maakte mogelijk dat het geweer op korte afstand als een machinepistool gebruikt kon worden, terwijl het als aanvalsgeweer op langere afstand accurater was dan dat. Vergeleken met een repeteergeweer was het veel kleinere bereik tijdens de Tweede Wereldoorlog geen groot nadeel omdat veel gevechten op vrij korte afstand plaatsvonden in dorpen, steden en beboste gebieden.
Voordat het StG44 in de Wehrmacht werd geïntroduceerd was die voornamelijk voorzien van machinepistolen en repeteergeweren, zoals de MP38/40 en de Karabiner 98k. Echter kon maar een klein deel van de Duitse militairen met dit moderne wapen worden bewapend. Een "Sturmgewehr" was in de Tweede Wereldoorlog hard nodig. Er werd nu niet meer zoals in de Eerste Wereldoorlog op kilometers afstand op elkaar geschoten maar de soldaten van beide kanten zaten soms wel in dezelfde dorpen, steden of beboste gebieden. Speciaal voor dit soort situaties was al de MP38/MP40 ontworpen maar deze was niet effectief op lange afstanden. De StG44 verving zowel de MP40 als de Mauser Karabiner 98k. Het was weliswaar geen totaal betrouwbaar wapen maar het was prima hanteerbaar en het had voldoende vuurkracht om de geallieerde opmars te vertragen.
Het Sturmgewehr 44 wordt wel het beste automatische geweer van de Tweede Wereldoorlog genoemd. Het is de voorloper van de AK-47 en alle andere huidige aanvalsgeweren (zoals de M16).